# Liste der Bodendenkmale in Ragow-Merz
Die Liste der Bodendenkmale in Ragow-Merz enthält alle Bodendenkmale der brandenburgischen Gemeinde Ragow-Merz und ihrer Ortsteile auf der Grundlage der Landesdenkmalliste vom 31. Dezember 2020.
Die Baudenkmale sind in der Liste der Baudenkmale in Ragow-Merz aufgeführt.
| Gemarkung          | Flur | Kurzansprache                                                                            | Bodendenkmalnummer | Bemerkung | Bild |
| ------------------ | ---- | ---------------------------------------------------------------------------------------- | ------------------ | --------- | ---- |
| Merz (Lage)        | 2, 3 | Dorfkern deutsches Mittelalter, Dorfkern Neuzeit, Gräberfeld Bronzezeit, Hort Bronzezeit | 90936              |           |      |
| Merz (Lage)        | 2    | Siedlung Neolithikum, Siedlung Urgeschichte                                              | 90938              |           |      |
| Merz, Ragow (Lage) | 2, 1 | Siedlung römische Kaiserzeit                                                             | 90937              |           |      |
| Ragow (Lage)       | 1, 2 | Dorfkern Neuzeit, Dorfkern deutsches Mittelalter                                         | 90889              |           |      |
| Ragow (Lage)       | 1, 2 | Siedlung Urgeschichte, Siedlung Neolithikum                                              | 90894              |           |      |
| Ragow (Lage)       | 1    | Siedlung Neolithikum                                                                     | 90895              |           |      |